# Fally Mayulu
Fally Mayulu (Francia, 15 de julio de 2002) es un futbolista francés que juega como delantero en el Bristol City F. C. de la EFL Championship.
Su hermano Senny es también futbolista.

## Carrera
Empezó su carrera en la cantera del RC Lens desde donde pasó al VfL Wolfsburg II que no le renovaría el contrato. Tras seis meses sin equipo, en febrero de 2022 de la temporada 2021-22, ficha por el FC Blau-Weiß Linz.
En marzo de 2023, apalabra un contrato hasta 2027 con el Rapid de Viena por el que vendría gratis. Su estreno goleador fue en la Copa de Austria contra el SR Donaufeld.
El 1 de julio de 2024 fichó por el Bristol City F. C. y firmó por cuatro temporadas. En sus primeros meses disputó quince partidos en la EFL Championship, en los que marcó dos goles, y en enero de 2025  regresó a Austria después de ser prestado al SK Sturm Graz.

## Estadísticas

### Clubes
Actualizado al último partido disputado el 13 de agosto de 2023.
| Club                        | Div.          | Temporada     | Liga  | Liga  | Liga   | Copas nacionales | Copas nacionales | Copas nacionales | Copas internacionales | Copas internacionales | Copas internacionales | Total | Total | Total  |
| Club                        | Div.          | Temporada     | Part. | Goles | Asist. | Part.            | Goles            | Asist.           | Part.                 | Goles                 | Asist.                | Part. | Goles | Asist. |
| --------------------------- | ------------- | ------------- | ----- | ----- | ------ | ---------------- | ---------------- | ---------------- | --------------------- | --------------------- | --------------------- | ----- | ----- | ------ |
| VfL Wolfsburg II · Alemania | 4.ª           | 2020-21       | 1     | 0     | 0      | ―                | ―                | ―                | ―                     | ―                     | ―                     | 1     | 0     | 0      |
| VfL Wolfsburg II · Alemania | Total club    | Total club    | 1     | 0     | 0      | 0                | 0                | 0                | 0                     | 0                     | 0                     | 1     | 0     | 0      |
| FC Blau-Weiß Linz · Austria | 2.ª           | 2021-22       | 13    | 3     | 2      | ―                | ―                | ―                | ―                     | ―                     | ―                     | 13    | 3     | 2      |
| FC Blau-Weiß Linz · Austria | 2.ª           | 2022-23       | 30    | 11    | 11     | 3                | 1                | 0                | ―                     | ―                     | ―                     | 33    | 12    | 11     |
| FC Blau-Weiß Linz · Austria | Total club    | Total club    | 43    | 14    | 13     | 3                | 1                | 0                | 0                     | 0                     | 0                     | 46    | 15    | 13     |
| Rapid Viena · Austria       | 1.ª           | 2023-24       | 3     | 0     | 0      | 1                | 1                | 0                | 1                     | 0                     | 0                     | 5     | 1     | 0      |
| Rapid Viena · Austria       | Total club    | Total club    | 3     | 0     | 0      | 1                | 1                | 0                | 1                     | 0                     | 0                     | 5     | 1     | 0      |
| Total carrera               | Total carrera | Total carrera | 47    | 14    | 13     | 4                | 2                | 0                | 1                     | 0                     | 0                     | 52    | 16    | 13     |

## Palmarés

### Títulos nacionales
| Título     | Club              | País    | Año     |
| ---------- | ----------------- | ------- | ------- |
| 2. Liga    | FC Blau-Weiß Linz | Austria | 2022-23 |
| Bundesliga | SK Sturm Graz     | Austria | 2024-25 |